# فوتابه کائوکا
فوتابه کائوکا (ژاپنی: 木岡 二葉؛ زادهٔ ۲۲ نوامبر ۱۹۶۵) بازیکن فوتبال اهل ژاپن و عضو تیم ملی فوتبال زنان ژاپن است که در تاریخ ۷ ژوئن ۱۹۸۱ میلادی اولین بازی ملی‌اش را انجام داد. او در ۷۵ بازی ملی حضور داشت و آخرین بازی ملی خود را در تاریخ ۲۵ ژوئیه ۱۹۹۶ میلادی انجام داد. فوتابه کائوکا در بازی‌های ملی‌اش
۳۰ گل به ثمر رساند.